# Altrove (Simonetta Spiri)
Altrove è un brano musicale pop r&b che Simonetta Spiri ha cantato assieme al duo rapper Madback.

## La canzone
La canzone è stata scritta dagli autori Simonetta Spiri, Luca Sala ed Enrico Palmosi, produttore del brano.
Riguardo al brano stesso, la cantante ha dichiarato:

## Video musicale
Il videoclip è ambientato in un loft ed è stato  pubblicato su youtube il 14 dicembre 2013.

## Tracce
- Download digitale

1. Altrove - 3:30